# Бімсвілл (Онтаріо)
Бімсвілл (англ. Beamsville) — це громада, що є частиною міста Лінкольн, Онтаріо, Канада, з орієнтовною чисельністю населення міської зони у 2021 році — 13 323 особи. Вона розташована вздовж південного берега озера Онтаріо та лежить у фруктовому поясі Ніаґарського півострова. Тут є столітні цегляні будівлі, старомодний центр міста з перукарнями, магазинами жіночого одягу, пекарнею, друкарнею, ресторанами, банками та іншими підприємствами, а також багато фруктових садів, виноградників та винярень.
Шлях королеви Єлизавети, головна дорога, що з'єднує Торонто та Баффало, штат Нью-Йорк, має розв'язку в Бімсвіллі. Багато туристів зупиняються, щоб перекусити, у численних ресторанах швидкого харчування поблизу.

## Промисловість
Бімсвілл розташований у самому серці виноробного регіону Онтаріо та робить значний внесок у виноробну промисловість на Ніаґарському півострові. Багато винярень цього регіону отримали найвищі нагороди на місцевому та міжнародному рівнях, зокрема Grape King на фестивалі винограду та вина Ніаґари.
Історично тут був ливарний завод з виробництва сільськогосподарських знарядь, яким керував Алансон Гарріс і який згодом став виробником сільськогосподарського обладнання Massey Harris.

## Історія
Бімсвілл був названий на честь Джейкоба Біма (Jacob Beam, 1723—1812), лояліста Об'єднаної імперії. Обидва його будинки — первісний, на річці Тірті-Майл-Крік, і другий, поблизу центру Бімсвілла — досі збереглися.
Джейкоб Бім з дружиною Анною Кетрін Бім (1737—1820) та їхня донька Кетрін (Бім) Меррел з зятем Семюелом Расселом Меррелом (1757—1835) емігрували до Канади з Гопвелла, з графства Сасекс у Нью-Джерсі в 1788 і стали засновниками Бімсвілла.

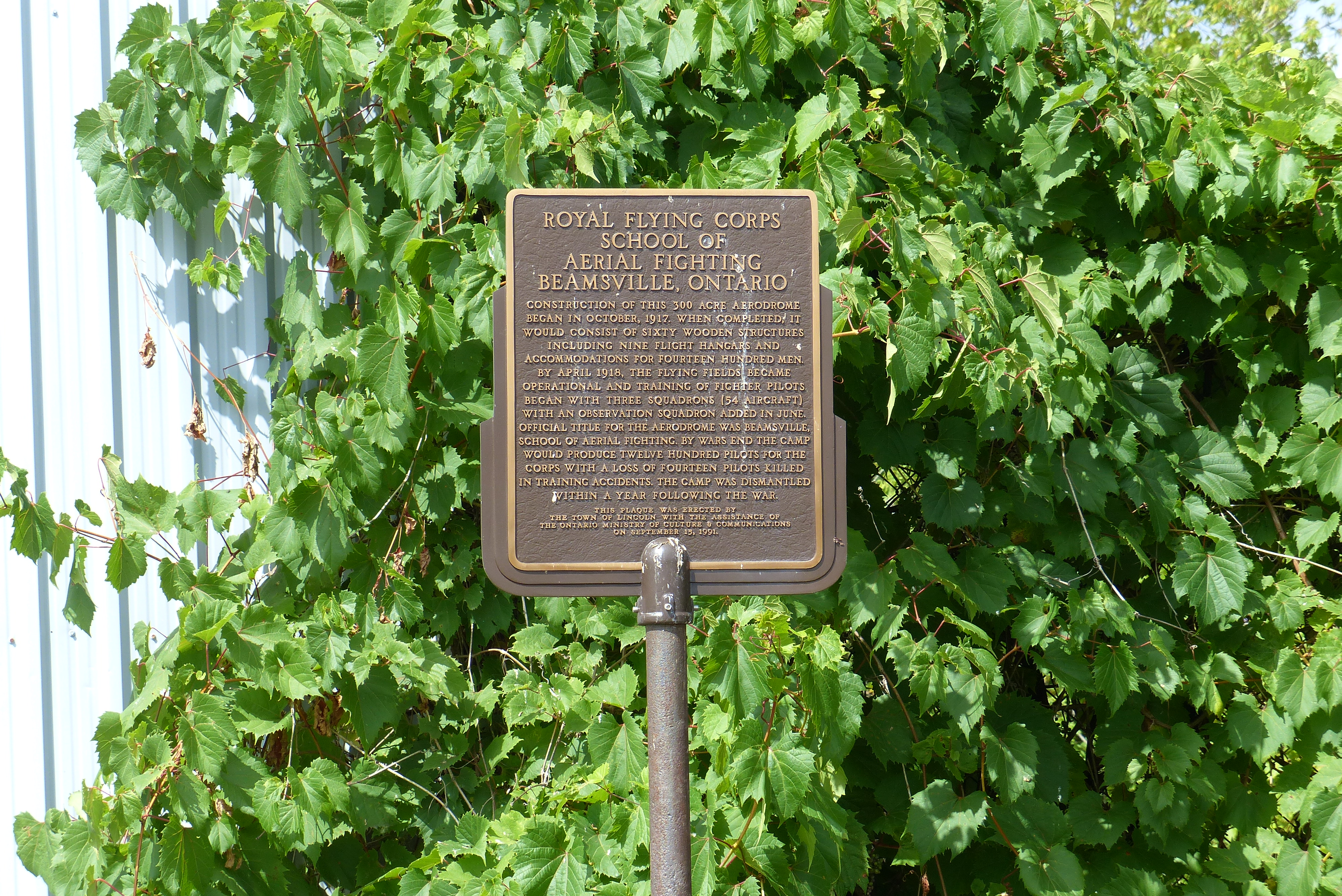
Історична табличка Королівського льотного корпусу

До 1869 року це було село з 550 мешканцями в межах містечка Клінтон, округ Лінкольн, на Великій Західній залізниці.
У 1898 році хокеїсти Бімсвілла першими використали хокейну сітку.
У 1917 році Королівський льотний корпус заснував Школу повітряного бою на сільськогосподарських угіддях безпосередньо на схід від Бімсвілла. Вона складалася з табору, аеродрому та стрільбища над озером Онтаріо. Нині історична табличка за адресою Санн-Роуд, 4222, позначає географічний центр шкільної території площею 300 акрів. Поруч із табличкою міститься оригінальна будівля ангара.
У 1970 році місто Бімсвілл об'єднали з містечком Клінтон та (половиною) містечка Лаут, утворивши більше місто Лінкольн.

## Освіта

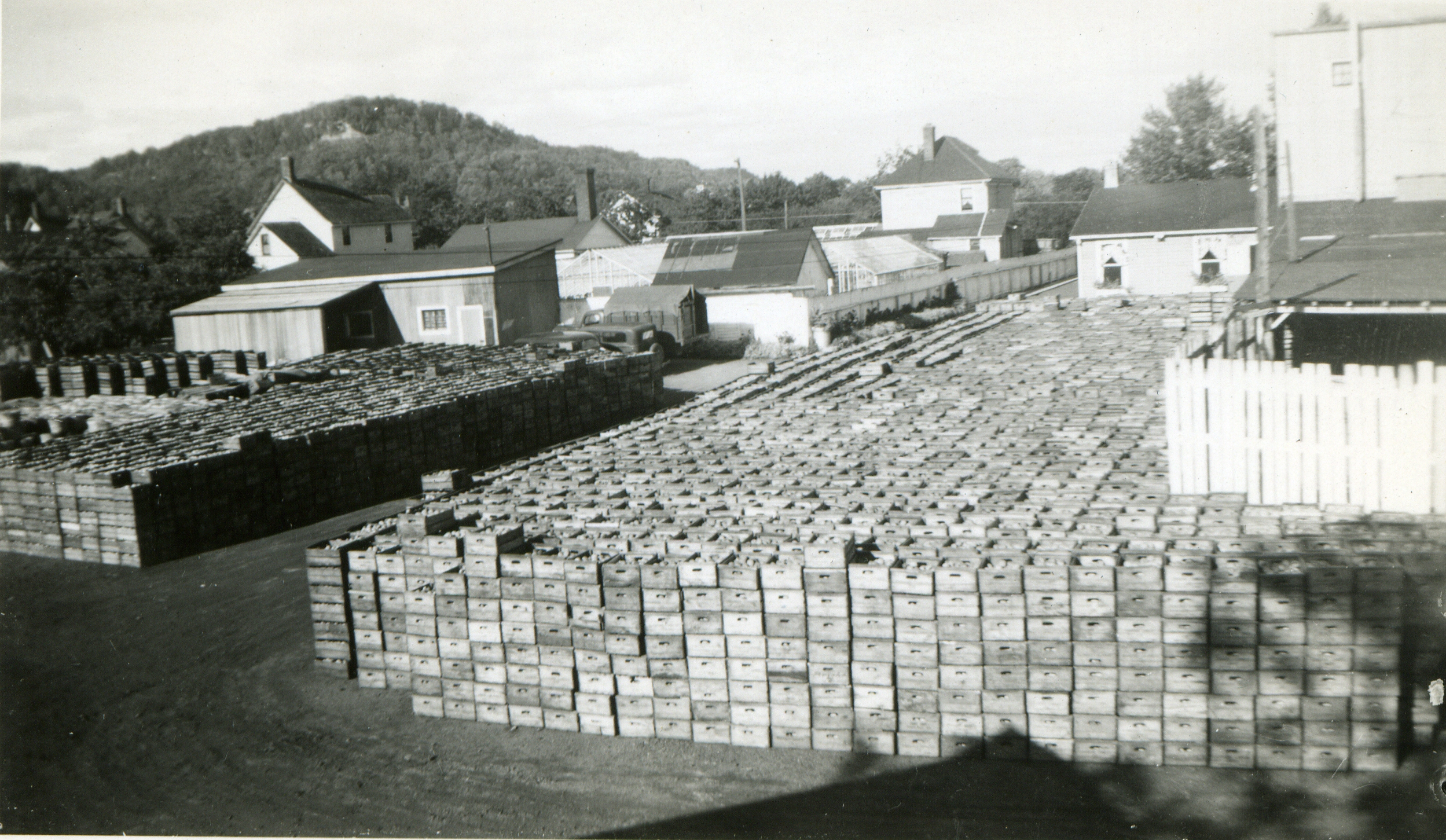
Сади Альфреда Пекгема, 1924

У Бімсвіллі є дві середні школи (9–12 класи) та три початкові школи (від дитячого садка до 8 класу).

### Шкільна рада округу Ніаґара
У Бімсвіллі раніше була державна середня школа, Середня школа округу Бімсвілл. Середня школа округу Бімсвілл, що розташована на Центральній авеню, була заснована в 1888 році і приймає учнів з усього міста Лінкольн. Її нинішнім директором є пан Міллер, а кількість учнів налічує трохи більше ніж 400 осіб.
У Бімсвіллі є дві державні початкові школи: державна школа Сенатора Ґібсона та державна школа Джейкоба Біма.

### Католицька шкільна рада округу Ніаґара
Католицька шкільна рада округу Ніаґара має дві початкові школи в Бімсвіллі (Сент-Джонс та Сент-Марк). Католицька початкова школа Святого Марка була відкрита в 2001 році. Вона зазнала значного розширення в 2011 році, зрісши до 22 класів. Наразі в школі Святого Марка навчається 541 учень. Католицька початкова школа Святого Івана була побудована в 1958 році, і наразі в ній навчається 346 учнів.

### Приватні школи
Християнська середня школа Ґрейт-Лейкс — це приватна чотирирічна спільна християнська середня школа денного та інтернатного типу, пов'язана з Церквами Христа.

## Населення
Бімсвілл є домівкою для численних голландських та лоялістських родин Об'єднаної імперії, про що свідчить велика кількість голландських реформатських та англіканських церков.
Вільям Фейрбратер, винахідник хокейної сітки, жив у Бімсвіллі. Білл Берґ, колишній хокеїст команди «Торонто Мейпл Ліфс», а нині коментатор Національної хокейної ліги (НХЛ), народився й далі живе в Бімсвіллі. Пол Лаус, колишній захисник команди «Флорида Пантерз», та Раян Крісті, який зіграв сім ігор за «Даллас Старз» та «Калґарі Флеймз», також є уродженцями Бімсвілла.
Ще одна уродженка Бімсвілла, Тоня Вербік, здобула срібну медаль з боротьби серед жінок на літніх Олімпійських іграх 2004 року в Афінах у Греції. Вона виборола бронзову медаль на літніх Олімпійських іграх 2008 року в Пекіні в Китаї, та ще одну срібну медаль на літніх Олімпійських іграх 2012 року в Лондоні в Англії.
Уродженці Бімсвілла Ральф Рід та Ллойд Саутворд були пілотами Ланкастера під час Другої світової війни та обидва отримали Хрести за видатні льотні заслуги (DFC).
Ще один уродженець Бімсвілла — колишній раннінбек Канадської футбольної ліги (КФЛ) Андре Садеґ'ян, якого обрала в третьому раунді драфту КФЛ 2007 року команда BC Lions, і він чотири сезони грав за «Лайонс», «Гамільтон Тайґер-Кетс», «Саскачеван Рафрайдерс» та «Вінніпеґ Блю Бомберс».
Евелін Дік, відома вбивством свого чоловіка, з яким вона колись жила, народилася й жила в цьому місті.
Ніна Арсено, художниця-перформансистка, письменниця й колишня працівниця секс-індустрії, виросла в трейлерному парку в Бімсвіллі.
Власниками кількох ферм Бімсвілла були українські родини, які досі мають тут Церкву св. Архангела Михаїла по вул. 4424 Рідженал-роуд 18 (УГКЦ).

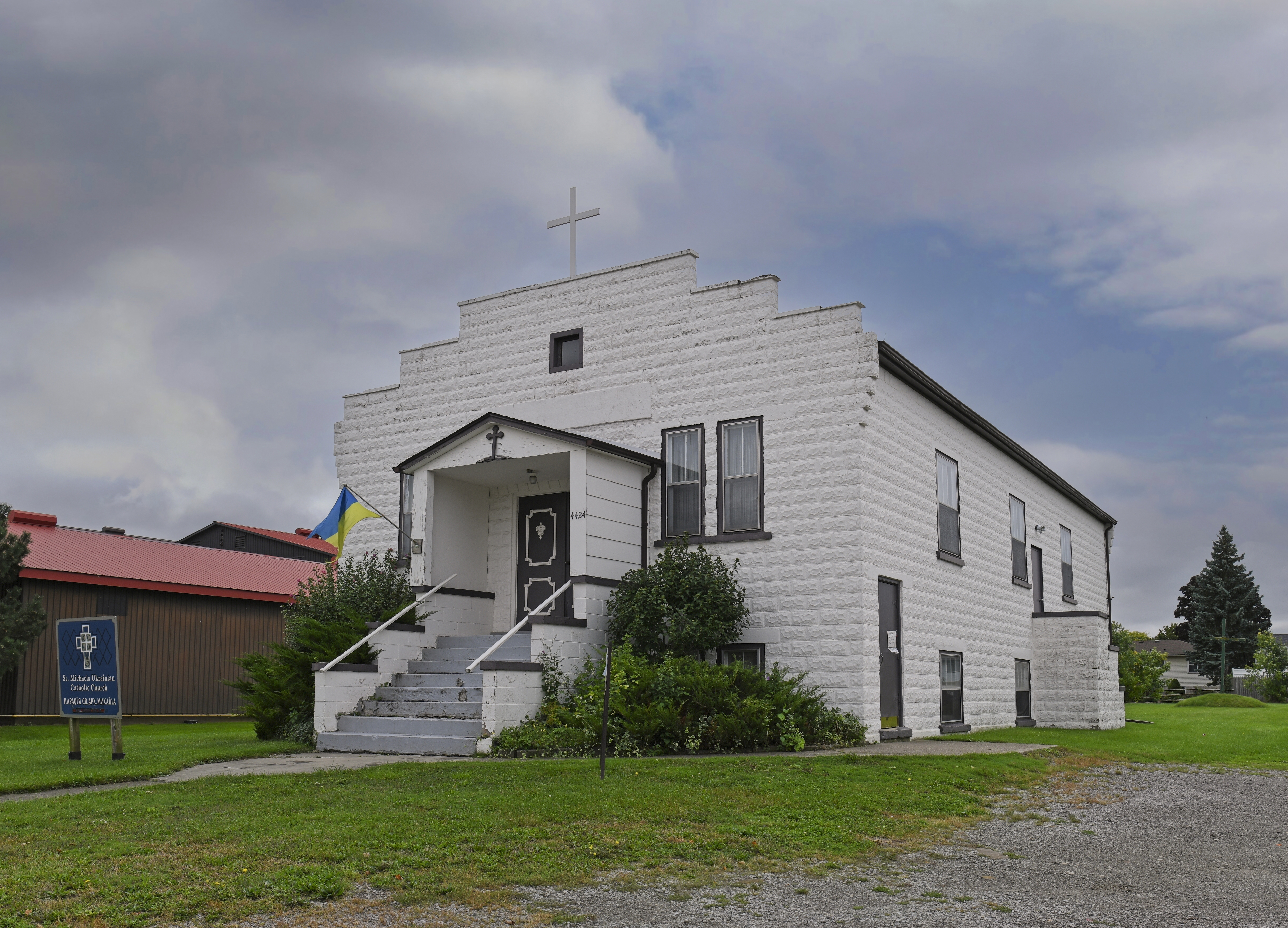
Церкву св. Архангела Михаїла в Бімсвіллі